# Andara
Andara ist eine Ansiedlung im Wahlkreis Mukwe in der Region Kavango-Ost im Nordosten Namibias. Mit den umliegenden Ansiedlungen Diyogha und Dyapanga kommt Andara auf rund 5000 Einwohner. Andara liegt am Westufer des Okavango, oberhalb der Popafälle und unweit der Orte Bagani und Mukwe auf 1018 m.
Andara liegt nahe der Nationalstraße B8. In Andara befindet sich seit 1960 ein Krankenhaus der römisch-katholischen Kirche in Namibia mit 120 Betten.

## Geschichte
Die bei Andara gelegenen Okavango-Inseln Tanhwe und Thipanana sind bereits seit dem frühen 19. Jahrhundert Residenz der Mbukushu-Könige. Andara wird infolge eines Schutzvertrages mit den Königen 1909 erstmals als Standort einer Mission in Erwägung gezogen; es kommt jedoch erst 1913 zur Gründung der katholischen Mission Andara, die so nach der 1909 gegründeten Mission Nyangana die zweitälteste Missionsstation im Kavango wurde.

## Söhne und Töchter
- Bonifatius Hausiku
- Joseph Diescho